# Hugo de León
Hugo Eduardo de León Rodríguez (Rivera, 27 de fevereiro de 1958) é um ex-futebolista uruguaio que atuava como zagueiro.

## Carreira como jogador
Foi revelado pelo Nacional de Montevidéu, e aos 17 anos já era capitão do time.
De León foi uns dos mais vitoriosos zagueiros do futebol sul-americano. Foi campeão da Copa Libertadores da América e da Copa Intercontinental em 1980, quando tornou-se célebre pelo estilo de marcação à frente, com muita técnica e precisão ao anular as jogadas de armação do então craque do Internacional (adversário na final), Paulo Roberto Falcão, em 1980.
Contratado pelo Grêmio em 1980, no ano seguinte conquistou o Campeão Brasileiro. Já em 1983, sagrou-se novamente campeão da Libertadores e da Copa Intercontinental, mas dessa vez pelo time brasileiro. Como capitão do time, foi o responsável por erguer a taça da América pela primeira vez com as cores do Tricolor e se eternizou por fazê-lo com sangue no rosto. Ao todo, realizou 242 jogos pelo clube gaúcho entre 1981 e 84.
Em 1991, passou pelo Botafogo por empréstimo.

### Seleção Nacional
Pela Seleção Uruguaia, ganhou o Mundialito de futebol de 1980. Disputou sua única Copa do Mundo FIFA em 1990, aos 32 anos, sendo um dos 22 convocados por Óscar Tabárez para a competição realizada na Itália.

## Carreira como treinador
Foi técnico do Fluminense em 1997, mas os maus resultados da equipe naquele ano forçaram sua demissão. No Brasileirão do referido ano, De León dirigiu o tricolor carioca somente nas duas primeiras rodadas.
Em 2005, chegou a treinar o Grêmio durante o Campeonato Gaúcho, mas foi demitido para o início do Campeonato Brasileiro da Série B do mesmo ano, e para seu lugar entrou Mano Menezes.

## Carreira política
De León foi companheiro de chapa de Pedro Bordaberry e, portanto, foi candidato à vice-presidência do Uruguai, pelo tradicional Partido Colorado, durante as eleições de 2009.

## Títulos

### Como jogador
Nacional
- Campeonato Uruguaio: 1977, 1980 e 1992
- Copa Intercontinental: 1980 e 1988
- Copa Libertadores da América: 1980 e 1988
- Copa Interamericana: 1988
- Recopa Sul-Americana: 1989

Grêmio
- Campeonato Brasileiro: 1981
- Copa Libertadores da América: 1983
- Copa Intercontinental: 1983

Seleção Uruguaia
- Campeonato Sul-Americano Sub-20: 1977
- Mundialito: 1980

### Como treinador
Nacional
- Campeonato Uruguaio: 1998, 2000 e 2001

## Campanhas de destaque

### Como jogador
Corinthians
- Vice-campeão do Campeonato Paulista: 1984

Grêmio
- Vice-campeão do Campeonato Gaúcho: 1981 e 1982
- Vice-campeão do Campeonato Brasileiro: 1982

- Vice-campeão da Copa Libertadores da América: 1984

Seleção Uruguaia
- Vice-campeão da Copa América: 1989